# Kršćanstvo u 2024.
◄◄ | ◄ | 2021. | 2022. | 2023. | 2024.  | 2025. | 2026. | 2027. | ► | ►►
Arhitektura • Astronautika • Astronomija • Biologija • Film • Fotografija • Glazba • Kazalište • Kemija • Kiparstvo • Knjige • Književnost • Kršćanstvo • Meteorologija • Medicina • Planinarstvo • Politika • Pravo • Promet • Slikarstvo • Strip • Šport • Televizija • Znanost • Zrakoplovstvo • Željeznički promet
Kršćanstvo u 2024.

## Svijet
Papa Franjo proglasio je 2024. Godinom molitve.

### Događaji
- srpanj–rujan – Svete igre u Pariškoj nadbiskupiji
- 20. listopada – U Vatikanu kanonizirani Damaščanski mučenici.[2]
- 24. prosinca – Papa Franjo otvorio sveta vrata na bazilici sv. Petra i time otvorio jubilejsku 2025. godinu.[3]

## Hrvatska i u Hrvata

### Događaji
- 2. ožujka – Željko Majić zaređen za banjolučkog biskupa.[4]
- 11. ožujka – Ivo Martinović imenovan za požeškog biskupa.
- 18. ožujka – Mirko Štefković imenovan za zrenjaninskog biskupa.
- 16. studenoga – U katedrali sv. Stjepana u Skadru beatificiran Alojzije Palić.[5]
- 23. studenoga – Dražen Kutleša zaredio Mladena Vukšića za kotorskog biskupa u kotorskoj katedrali sv. Tripuna.[6]

## Vanjske poveznice
|  | Zajednički poslužitelj ima još gradiva o temi Kršćanstvo u 2024. |